# Svjetsko more
Svjetsko more ili svjetski ocean  međusobno je povezani sustav oceanskih voda Zemlje koji se sastoji od većega dijela hidrosfere i koji obuhvaća 361.132.000 km2 (139.434.000 sq mi) (70,8%) površine Zemlje, s ukupnim volumenom od 1.332.000.000 km3 (320.000.000 cu mi).

## Organizacija
Jedinstvo i neprekidnost Svjetskoga mora, uz relativno slobodnu razmjenu njegovih dijelova, od temeljnog je značaja za oceanografiju. Svjetsko more podijeljeno je na nekoliko osnovnih oceanskih područja koja su ograničena kontinentima i različitima oceanografskima obilježjima: Atlantski ocean, Arktički ocean (koji se ponekad smatra morem Atlantskoga oceana), Indijski ocean, Tihi ocean i Južni ocean kojeg je definirala Međunarodna hidrografska organizacija (engleski: International Hydrographic Organization, skraćeno IHO) 2000. godine na temelju dokaza da ovo područje Svjetskoga mora ima poseban ekosustav i jedinstven utjecaj na globalnu klimu. Zauzvrat, oceanske vode isprepliću se s mnogim manjim morima i zaljevima.
Svjetsko more je u nekome obliku na Zemlji postojala eonima a pojam seže u antiku u obliku Okeana. Suvremeni pojam Svjetskoga mora skovao je početkom 20. stoljeća ruski oceanograf Juli Mihajlovič Šokalski kako bi označio neprekidni ocean koji pokriva i zaokružuje većinu Zemlje
Promatrajući sa Zemljinoga južnoga pola, Atlantski, Indijski i Tihi ocean mogu izgledati kao izbočine koje se pružaju prema sjeveru od Južnoga oceana. Dalje prema sjeveru Atlantski ocean se pretvara u Arktički ocean koji je povezan s Tihim oceanom preko Beringovoga prolaza, tvoreći neprekidno vodeno prostranstvo. 
- Tihi ocean, najveći ocean, prostire se od Južnoga oceana do Arktičkoga oceana, obuhvaća prostor između Australije, Azije i Amerika. Tihi ocean se susreće s Atlantskim oceanom južno od Južne Amerike kod rta Horn.

- Atlantski ocean, drugi najveći ocean, prostire se od Južnoga oceana između Amerika, Afrike i Europe do Arktičkoga oceana. Atlantski ocean se susreće s Indijskim oceanom južno od Afrike kod Agulhaškoga rta.

- Indijski ocean, treći najveći ocean, prostire se prema sjeveru od Južnoga oceana do Indijskoga potkontinenta, Arapskoga poluotoka i Jugoistočne Azije u Aziji, i između Afrike na zapadu i Australije na istoku. Indijski ocean se susreće s Tihim oceanom u blizini Australije.

- Arktički ocean, najmanji je ocean. Spaja se s Atlantskim oceanom u blizini Grenlanda i Islanda te s Tihim oceanom kod Beringovoga prolaza. Arktički ocean prekriva Zemljin sjeverni pol. U Zapadnoj hemisferi dodiruje Sjevernu Ameriku, a u Istočnoj Skandinaviju i Sibir. Arktički ocean je djelomično prekriven morskim ledom čija veličina ovisi o godišnjem dobu.

- Južni ocean, predloženi je i drugi najmanji ocean. Arktički ocean okružuje Antarktiku, a dominira antarktička cirkumpolarna struja. Antarktički ocean je obično definiran kao ocean koji se prostire južno od 60° južne geografske širine. Južni ocean je djelomično prekriven morskim ledom čija veličina ovisi o godišnjem dobu.

## Vanjske poveznice
- Svjetsko more, Proleksis enciklopedija
- Global Ocean Commission  Arhivirana inačica izvorne stranice od 27. ožujka 2021. (Wayback Machine)
- Pew Charitable Global Ocean Legacy